# Неокласичний реалізм
Неокласичний реалізм є теорією міжнародних відносин і методологією аналізу зовнішньої політики.  Вперше цей термін запровадив Гідеон Роуз у своїй статті, опублікованій у журналі World Politics у 1998 році. Концепція поєднує елементи класичного реалізму з неореалізмом, зокрема його оборонним варіантом.
Неокласичний реалізм пояснює поведінку держав у міжнародній системі через вплив проміжних чинників. Серед них — системні змінні, як-от розподіл сил між державами; когнітивні чинники, зокрема сприйняття, викривлене сприйняття тиску з боку системи, намірів інших країн чи загроз; а також внутрішні фактори, як-от інститути державної влади, політичні еліти та суспільні групи, які формують можливості та обмеження для тих, хто ухвалює зовнішньополітичні рішення.

## Огляд
Виходячи з реалістичного уявлення про баланс сил, неокласичний реалізм наголошує, що зовнішньополітична неефективність, занепад або зростання великих держав, а також війни можуть бути наслідком неточного сприйняття одна одної державами або нездатності лідерів мобілізувати ресурси держави й заручитися підтримкою суспільства. Теорія виокремлює чотири основні форми балансуючої поведінки держав.
- Відповідне збалансування відбувається, коли держава правильно сприймає наміри іншої держави та встановлює відповідний баланс. Неокласичні реалісти не погоджуються з тим, чи є ця оптимальна поведінка досить стандартною, чи насправді досить рідкісною. Ріпсман, Таліаферро та Лобелл припускають, що правильність сприйняття державами свого міжнародного середовища може залежати, наприклад, від відносного рівня, чіткості та прямості існуючих загроз.
- Надмірне балансування виникає, коли держава помилково сприймає іншу державу як загрозливу та використовує більше ресурсів, ніж потрібно для збалансування.
- Дефіцит балансу виникає, коли держава не може досягти балансу через неефективність або неправильне сприйняття держави як менш загрозливої, ніж вона є насправді.
- Дисбаланс виникає, коли держава уникає балансування шляхом перекладання відповідальності, прихильності до інших або інших маневрів. Держава може вирішити зробити це з низки причин, зокрема через нездатність до балансування.

Ніколас Росс Сміт з Університету Ноттінгема в Нінбо (Китай) зазначає, що неокласичний реалізм зазнає критики насамперед через свою «явну онтологічну та епістемологічну непослідовність». У дослідженні 1995 року цю теорію критикували за надмірну всеосяжність, яка охоплює «майже весь спектр теорій міжнародних відносин», розширюючи рамки реалізму до такої міри, що він втрачає впізнаваність і практичну користь. Стівен Волт із Гарвардської школи Кеннеді вважає одним із головних недоліків неокласичного реалізму його схильність до довільного включення внутрішніх змінних, причому прихильники теорії ще не визначили, коли саме ці змінні відіграють вирішальну роль.
Неокласичний реалізм застосовували для інтерпретації низки складних і нетипових випадків зовнішньої політики, зокрема: напруженості у відносинах між Південною Кореєю та Японією,  зовнішньополітичного курсу фашистської Італії,  рішень Слободана Мілошевича під час косовської кризи 1999 року,  причин Тріскових війн між Ісландією та Великою Британією ,  а також зовнішньополітичного вибору Ірану після вторгнення США в Афганістан і Ірак. Прихильники теорії наголошують, що її особливу цінність становить здатність пояснювати такі випадки, які виходять за межі інших теорій міжнародних відносин, завдяки залученню внутрішніх чинників.

## Відомі неокласичні реалісти
Особи, згадані як неокласичні реалісти, та рік виходу твору, пов'язаний з цією класифікацією, включають: 
- Джек Снайдер (1991)
- Вільям Волфорт (1993)
- Томас Дж. Крістенсен (1996)
- Дженніфер Стерлінг-Фолкер (1997)
- Гідеон Роуз (1998)
- Рендалл Швеллер (1998)
- Фарід Закарія (1998)
- Роберт Джервіс (1999)
- Андерс Вівель (2005)
- Колін Дюк (2006)
- Джеффрі В. Таліаферро (2006)
- Норрін Ріпсман (2009)
- Стівен Лобелл (2009) [11]
- Асле Тодже (2010)
- Том Дайсон (2010)
- Ніколас Кітчен (2010)
- Янь Сюетун (2011)
- Роберт Вішарт (2013)
- Мішель Фулон (2015)
- Еліас Гьотц (2019)
- Генрік Ларсен (2019) [12]
- Густав Майбауер (2020)

## Додаткова інформація
- Крістенсен, Томас. Корисні супротивники: Грандіозна стратегія, внутрішня мобілізація та китайсько-американський конфлікт, 1947-1958 (Прінстон: University Press, 1996)
- Дайсон, Том. « Неокласичний реалізм та оборонна реформа в Європі після Холодної війни » (Бейзінгсток: Palgrave Macmillan, 2010)
- Фулон, Мішель, 2015. « Неокласичний реалізм: претенденти та поєднання ідентичностей ». Огляд міжнародних досліджень .
- Гьотц, Еліас, 2021. « Неокласичні реалістичні теорії, проміжні змінні та парадигматичні межі ». Аналіз зовнішньої політики .
- Кухня, Микола. «Системний тиск та внутрішні ідеї: неокласична реалістична модель формування Великої стратегії», Огляд міжнародних досліджень, 36 № 1 (2010), 117-143.
- Лобелл, Стівен Е.; Ріпсман, Норрін М. та Таліаферро, Джеффрі В. (ред.) Неокласичний реалізм, держава та зовнішня політика (Кембридж: University Press, 2009)
- Майбауер, Густав, 2020. « Інтереси, ідеї та вивчення поведінки держави в неокласичному реалізмі ». Огляд міжнародних досліджень .
- Мейбауер, Густав, Лінде Десмаель, Тюдор Онеа, Ніколас Кітчен, Міхіель Фулон, Олександр Райхвейн, Дженніфер Стерлінг-Фолкер, 2020. « Форум: Переосмислення неокласичного реалізму наприкінці теорії ». Огляд міжнародних досліджень .
- Роуз, Гідеон . «Неокласичний реалізм та теорії зовнішньої політики», World Politics, 51 (жовтень 1998 р.), с. 144–172
- Сміт, Ніколас Росс. «Чи може неокласичний реалізм стати справжньою теорією міжнародних відносин?», The Journal of Politics, 2018
- Швеллер, Рендалл . «Невирішені загрози: політичні обмеження балансу сил» (Прінстон: University Press, 2006)
- Стерлінг-Фолкер, Дженніфер, 1997. « Реалістичне середовище, ліберальний процес та змінні внутрішнього рівня ». Щоквартальник міжнародних досліджень .
- Тойє, Асле та Кунц, Барбара (ред.) Неокласичний реалізм у європейській політиці: повернення влади (Манчестер: University Press, 2012)
- Вільям Волфорт . Невловимий баланс: влада та сприйняття під час холодної війни (Ітака: Видавництво Корнельського університету, 1993)
- Закарія, Фарід . Від багатства до влади: незвичайне походження світової ролі Америки (Прінстон: University Press, 1998)